# Folicana acuera
Folicana acuera är en insektsart som beskrevs av Delong och Freytag 1972. Folicana acuera ingår i släktet Folicana och familjen dvärgstritar. Inga underarter finns listade i Catalogue of Life.